# José Sperotto
José Francisco Soares Sperotto (Guaíba, 12 de dezembro de 1953) é um arquiteto e político brasileiro., filiado ao Partido da Social Democracia Brasileira (PSDB).
Foi eleito prefeito do município de Guaíba, na região metropolitana de Porto Alegre nas eleições de 2016. Foi eleito com 28.434 votos, o equivalente a 55,69% dos votos válidos para a disputa do cargo, que teve quatro candidatos.
Sperotto já foi filiado ao antigo Partido da Frente Liberal (PFL) nas décadas de 1990 e 2000. Por esse partido, concorreu a deputado estadual nas eleições estaduais no Rio Grande do Sul em 2002. Não eleito diretamente, foi o segundo suplente na Assembleia Legislativa. Assumiu o mandato em 2005, na vaga de Bernardo de Souza, que fora eleito prefeito de Pelotas.